# Рене О'Конър
Рене О'Конър (на английски: Renee O'Connor) е американска актриса, известна с ролята си на Габриел в американския сериал „Зина - принцесата воин“.

## Частична филмография
- 1994: Hercules: The Legendary Journeys
- 1995-2001: Зина - принцесата воин
- 1993: The Flood: Who Will Save Our Children?
- 2005: Alien Apocalypse
- 2007: Diamonds and Guns
- 2007: Ghost Town – The Movie